# Roberto Fonseca
Roberto Teixeira da Fonseca, mais conhecido como Roberto Fonseca (Mandaguari, 3 de Junho de 1962), é um treinador e ex-futebolista brasileiro que atuava como zagueiro. Atualmente comanda o Boavista-RJ.

## Carreira como jogador
Defendeu inúmeros clubes do futebol brasileiro, como Londrina, São Paulo, América-SP, Catanduvense, Botafogo-SP, Barretos, Bahia, Sãocarlense, Ferroviária, Grêmio Maringá, Moto Clube e Portuguesa Londrinense.

## Carreira como treinador
Após encerrar a carreira tornou-se treinador de futebol, passando pelos seguintes times: Portuguesa Londrinense, Águia-PR, Oeste, Botafogo-SP, Francana, Barretos, XV de Piracicaba, Mirassol, Sertãozinho, Bandeirante, Londrina, São Bento, CENE, ADAP, São Raimundo-PA, Ituiutaba, Guaratinguetá e Rio Branco-SP. 
Em 2008, comandou o Oeste na campanha que levou o clube de volta à elite do Paulistão. No Estadual de 2010, comandou o Botafogo-SP e passou pelo São Caetano. Retornou para o Guaratinguetá e Botafogo-SP, em 2011. Foi treinador da Caldense e, em 6 de junho do mesmo ano, foi anunciado como novo técnico do Paraná. e no fim de 2011, acertou para ser o comandante do Itumbiara. 
Em fevereiro de 2012, foi contratado como treinador do Ituano, sendo emprestado para o CRB, retornando ao comando do Ituano, para 2013. sendo que em junho desse mesmo ano, acertou com o Brasiliense.
Roberto acertou com o São Bernardo, para comandar a equipe no restante do Campeonato Paulista  de 2015 - Série A1, com a difícil missão de livrar a equipe do São Bernardo do rebaixamento. Roberto alcançou com exido o objetivo, sob seu comando o São Bernardo teve três vitórias, um empate e uma derrota no campeonato, no total ele disputou 5 jogos no comando da equipe, deixando a no final da competição com 65% de aproveitamento. meses depois, foi para o Botafogo-PB. Em 20 de julho de 2015, Roberto Fonseca e seu auxiliar deixaram o comando do Botafogo-PB, Roberto ficou no comando da equipe paraibana em 11 jogos somando a fase final do Campeonato Paraibano de 2015, e o Campeonato Brasileiro 2015 - Série C, no total foram 4 vitórias, 4 empates e 3 derrotas com aproveitamento de 48,4% dos jogos.
No dia 2 de julho de 2015, Roberto foi confirmado pela diretoria do São Bernardo, que iria ser o novo treinador da equipe no Paulistão de 2016. No Paulistão de 2015, Fonseca livrou o Tigre do rebaixamento a Serie A1 do campeonato estadual. Em 26 de fevereiro de 2016, Roberto Fonseca rescinde com o São Bernardo, o clube está perto da zona de rebaixamento no Paulistão 2016.
Em 19 de julho de 2016, Roberto Fonseca assumiu o comando do Cuiabá Esporte Clube, para comandar o clube no restante da  temporada. No dia 20 de setembro de 2016, o Cuiabá Esporte Clube anunciou a renovação de contrato com Roberto Fonseca para o ano de 2017. Em 12 de junho de 2017, Roberto Fonseca foi demitido do Cuiabá Esporte Clube devido aos maus resultados obtidos na Série C, em 2017 o clube foi campeão Mato Grossense, a equipe ficou sob o comando do treinador em 34 partidas, tendo 14 vitórias, 14 empates e 6 derrotas, com aproximadamente 55 % de aproveitamento.
Em 5 de julho de 2017, o Bragantino anunciou Roberto Fonseca como novo treinador da equipe para o segundo semestre do ano, o objetivo do novo técnico será comandar o clube do ABC Paulista na Série C e buscar o acesso a Série B de 2018. Após sete jogos no comando do Braga, Roberto Fonseca deixou o comando do clube em comum acordo com a diretoria. Foram 43 dias no Massa Bruta, somando uma vitória, quatro empate e duas derrotas.
No dia 2 de fevereiro de 2018, a diretoria da Caldense anunciou Roberto Fonseca como novo treinador da equipe para o restante do Mineiro. Em sua passagem pelo clube mineiro, impediu o rebaixamento no estadual e garantiu uma vaga na Copa do Brasil de 2019.
Ainda no ano de 2018, comandou o Sampaio Corrêa e o Londrina E.C.. Em 2019, comandou o Novorizontino, retornou ao Londrina e finalizou o ano no comando do Guarani. Em 2020 e iniciou de 2021, comando o Novorizontino. Em março de 2021, retornou ao comando do Londrina, mas em julho do mesmo ano, depois da quinta derrota na série B, foi demitido do clube paranaense.

### Londrina - Sexta passagem
Em 11 de setembro de 2023 foi contratado pelo Londrina para comandar o clube na sequência da Série B.

### ABC
Em 29 de abril de 2024 foi contratado pelo ABC para comandar o clube na Série C.

## Títulos

### Como treinador
Sampaio Corrêa
- Copa do Nordeste: 2018[18]

Cuiabá
- Campeonato Mato-Grossense: 2017

CRB
- Campeonato Alagoano: 2012

Oeste
- Campeonato Paulista - Série A2:  2003

Águia-PR
- Campeonato Paranaense - Terceira Divisão: 2001

### Como jogador
São Paulo
- Campeonato Paulista: 1985

Londrina
- Campeonato Paranaense: 1981

### Categorias de base
Londrina
- Campeonato Paranaense de Juniores: 1981